# てにおはっ! 〜女の子だってホントはえっちだよ?〜
『てにおはっ! 〜女の子だってホントはえっちだよ？〜』は、rootnuko＋Hにより発売されたアダルトゲーム。童貞の主人公が耳年増だが性経験は皆無な女子学生のヒロインたちと様々なエッチを試していく恋愛ADV。エロに特化した作品であり、フェティシズムを刺激するようなエッチシーンを多く取り揃えている。rootnukoの姉妹ブランドであるrootnuko＋Hのデビュー作である。
2016年5月27日に『てにおはっ!2 〜ねぇ、もっとえっちなコトいっぱいしよ？〜』が発売された。
また、スピンオフとして『てにおはっ！feat.真美』（2022年7月1日発売）と、『てにおはっ！feat.育美 ～スケベな遊びいっぱいしよぉ？～』（2024年6月14日発売）が存在する。

## ストーリー
セックスに強い興味を抱く学生、飯泉宏人は、1つ上の先輩である響七瀬にそそのかされ、「知的文化学研究同好会」を設立し、その部長を務めることに。そこは中学生からの友達でクラスでも人気者の姫川絢美や下級生の楠木末梨など、一癖二癖ある美少女たちが放課後、知的研究と称してゲームやフィギュアなどで勝手に遊ぶだけのサークルであった。
絢美を夜のオカズにしたい気持ちを抱きつつ、後ろめたい思いも感じ悶々とした日々を送っていた矢先のある日、先輩の七瀬が突然「えっちこそ知的文化」と言い出したことで大きく変化する。宏人は絢美から「えっちなこと試してみない？」と誘われ、勢いで初体験を済ませてしまう。その後、他の女の子もえっちを試したいと言い出し、様々なプレイに没頭していくことになる。

## キャラクター
（出典：）

### 主人公
飯泉 宏人（いいずみ ひろと）
本作の主人公。インターネットと美少女ゲームが趣味。

### ヒロイン
姫川 絢美（ひめかわ あみ）
声 - 東かりん
宏人の同級生。メインキャラ唯一の常識人であり、フォローに回ることが多い。中学時代は水泳部に所属し、エースとして活躍していた。高校進学後、七瀬に唆されて「知的文化学研究同好会」に加入。
OVA版では、下巻のメインキャラに抜擢された。
楠木 末梨（くすのき まつり）
声 - 青空ラムネ
宏人の後輩。 無口で大人しい性格。大の洋ゲーマニア。特にFPSを好み、オンラインでランキング入りする腕前。
OVA版では、上巻・下巻いずれもサブ扱い。
響 七瀬（ひびき ななせ）
声 - 民安ともえ
宏人の先輩で、「知的文化学研究同好会」の発足者。掴みどころのない飄々とした性格であると同時に、無類の年下好きでもある。
OVA版では、上巻のメインキャラに抜擢された。

### サブヒロイン
以下の2名。エッチシーンも実装されている。
水島 薫（みずしま かおる）
声 - 楠原ゆい
絢美の親友で、水泳部に所属している。 陥没乳首のボクっ娘。
江坂 春希（えさか はるき）
声 - 榊木春乃
宏人の同級生。宏人の元チャット仲間であり、大好きな宏人を追って同好会に加入した。
学園では男子生徒として振舞うが、女装が好きで、私生活ではよく女性の格好をしている男の娘。

### サブキャラクター
山田・ガーファンクル・義男（やまだ・G・よしお）
声 - 陸奥出流
宏人の悪友。ハーフのイケメン。

## システム
本作では、「射精場所オート選択機能」や「フィニッシュカウントダウン」などエッチシーンに特化したシステムを導入している。また自分でオリジナルのエッチシーンを作れる「Hシーン作成モード」も存在する。

### Hシーン作成モード
用意された素材を使って自分でエッチシーンを作ることが出来るモード。CGやBGM、効果音や背景音などを組み合わせて、シナリオテキストを挿入して作成する。
本作の初回特典版ではrootnukoの過去作品であるid［イド］ -Rebirth Session-とWorlds and World's end -ワールズ・エンド・ワールズエンド-の素材も収録されており、当モードで使用することが出来る。

## 主題歌
オープニングテーマ「First step!!」
作曲：Jun-z

## 反響

### 売上
Getchu.comの2012年ゲーム・セールスランキングは27位。

### 受賞
本作は2012年度の萌えゲーアワードにおいてエロス系作品賞PINK 金賞を受賞した。

## 派生作品

### 文庫本
- てにおはっ! 〜女の子だってホントはえっちだよ？〜（ぷちぱら文庫）[17]

### OVA
上巻に七瀬（＆末梨）、下巻に絢美をメインキャラに据えた内容。
- てにおはっ!～女の子だってホントはエッチだよ？～ 上巻「パワハラ・セクハラ・初体験!?」（メリー・ジェーン）[18]
- てにおはっ!～女の子だってホントはエッチだよ？～ 下巻「女友達と、いつでもどこでも❤」（メリー・ジェーン）[19]